# BAe Jetstream 41

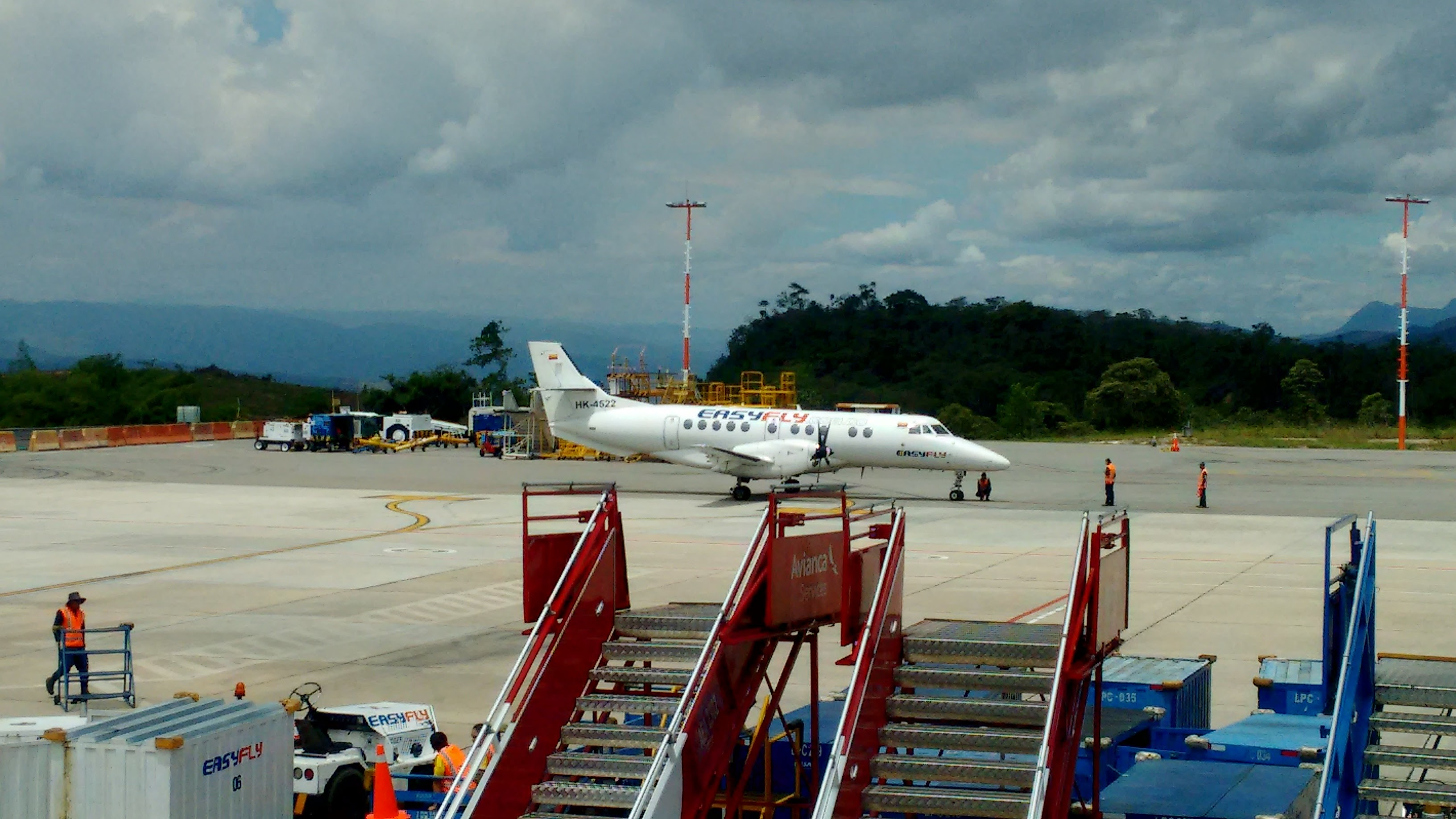
Jetstream 41 de EasyFly aparcado en el Aeropuerto Internacional Palonegro

El Jetstream 41 es un avión regional turbohélice, diseñado por British Aerospace como una versión "ampliada" del popular Handley Page Jetstream. Creado para competir directamente con los aviones de treinta plazas como el Embraer EMB 120 Brasilia, el Dornier 328 y el Saab 340, el nuevo diseño acomodaba a 29 pasajeros en una configuración de filas de dos y un pasajeros a lo ancho como el Jetstream 31. Eastern Airways es el mayor operador del mundo del Jetstream 41, con 23 aparatos en su flota.

## Diseño y desarrollo
La ampliación en el Jetstream 41 consistió en un añadido de 4,88 metros de fuselaje, añadiendo 2,5 metros por delante de las alas y 2,36 metros por detrás; el diseño de fuselaje fue totalmente nuevo y no contenía ninguna parte de los antiguos fuselajes. El nuevo diseño requirió un incremento de envergadura de alas, que también incluyó un arreglo de alerones y flaps. Las alas fueron instaladas debajo del fuselaje para no comprometer el aislamiento de cabina, que también permitió incrementar el anclaje de las alas e incrementar la capacidad de equipajes.
La última versión de los motores Garrett TPE331, el -14, ahora propiedad de Honeywell, que aportaban 1.500 c.v. (1.120 kW) y más tarde 1650 c.v. (1.232 kW) fueron instalados en los aviones. La cabina de vuelo fue mejorada con un moderno EFIS, y un nuevo parabrisas. El J41 fue el primer turbohélice certificado con los estándares JAR25 y FAR25.

## Servicio operativo
El J41 voló por primera vez el 25 de septiembre de 1991 y fue certificado el 23 de noviembre de 1992. En enero de 1996, el J41 entró a formar parte de Aero International (Regional) (AI(R)), un consorcio de publicidad compuesto de ATR, Aérospatiale (de Francia), Alenia (de Italia), y British Aerospace. Las ventas comenzaron rápidamente, pero en mayo de 1997 BAe anunció que iba a cancelar la producción del J41, con cien aviones entregados.

## Operadores
En julio de 2011, un total de 78 Jetstream 41 permanecían en servicio activo en: 
 Australia
- Brindabella Airlines (2)

 Colombia
- Sarpa (2) (+5 opciones)

 México
- Morgan Jet Mexico (1)

 Emiratos Árabes Unidos
- Eastern SkyJets (1)

 Reino Unido
- Eastern Airways (9)[1]
- Highland Airways (2)

 Sudáfrica
- Airlink (4)[2]

 Uruguay
- Delbitur (1)

 Venezuela
- Venezolana (?)

- Royal Star Aviation (2)

 Honduras
- Lanhsa (1)

 Zambia
- Proflight Zambia (3)[3]

Otros operadores son:

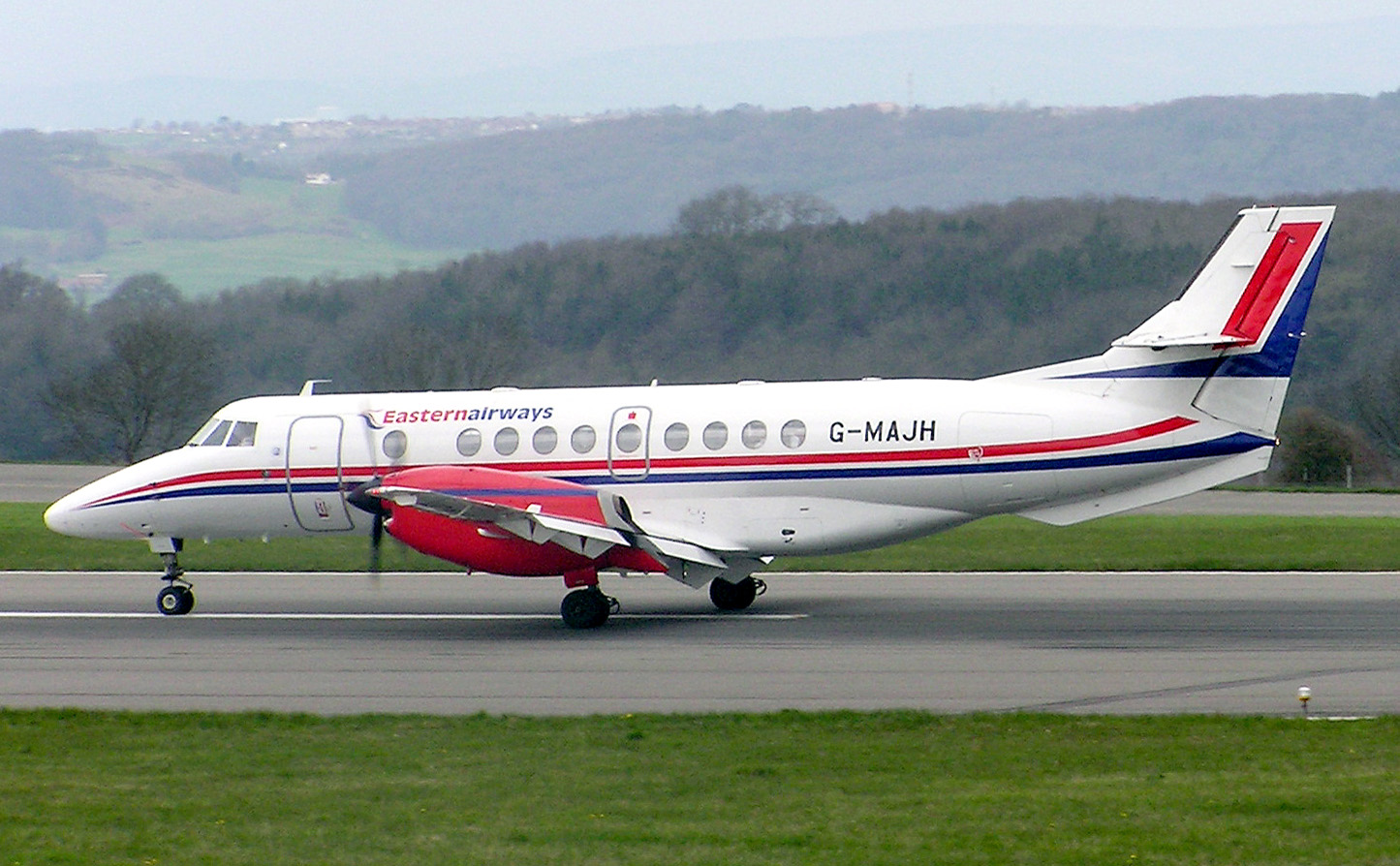
Un Jetstream 41 operado por Eastern Airways.

- Hong Kong Government Flying Service - (2) para labores de SAR.

### África
Mozambique
- Moçambique Expresso (2)[4]

### América
Colombia
- EasyFly (14)[5]

 Estados Unidos
- Trans States Airlines (13)[6]
- Contour Aviation (5)[7]

### Asia
Nepal
- Yeti Airlines (7)[8]

### Europa
Grecia
- Sky Express (5)[9]

 Reino Unido
- British Midland (1)[10]

## Accidentes e incidentes
- El 7 de enero de 1994, el vuelo 6291 de United Express se estrelló antes de la pista en el Aeropuerto Internacional de Port Columbus, matando a cinco de las ocho personas que iban a bordo.

- El 24 de septiembre de 2009, el vuelo 8911 de Airlink se estrelló en el suburbio de Merebank en Durban, Sudáfrica, poco después del despegue del Aeropuerto Internacional de Durban. Los 3 tripulantes y una persona en tierra resultaron heridas. El capitán, Allister Freeman, murió como resultado de complicaciones por sus lesiones el 7 de octubre de 2009.

- El 24 de septiembre de 2016, un Jetstream 41 de Yeti Airlines, registro 9N-AIB, en ruta desde Katmandú a Bhairahawa sobrepasó la pista mientras aterrizaba en el Aeropuerto de Gautam Buddha. Los 29 pasajeros y los 3 tripulantes resultaron ilesos, pero la aeronave sufrió daños irreparables.

## Conservación
El prototipo de Jetstream 41 G-JMAC se encuentra actualmente expuesto en el Jetstream Club detrás del Crowne Plaza Liverpool John Lennon Airport Hotel, que fue la terminal original del Aeropuerto de Liverpool Speke.

## Especificaciones (Jetstream 41)
Referencia datos: Brassey's World Aircraft & Systems Directory 1996/97

### Características generales
- Tripulación: 3 (2 pilotos y un tripulante de cabina de pasajeros)
- Capacidad: 29 o 30 plazas
- Longitud: 19,3 m (63,2 ft)
- Envergadura: 18,4 m (60,4 ft)
- Altura: 5,7 m (18,8 ft)
- Superficie alar: 32,4 m² (348,8 ft²)
- Perfil alar: NACA 63A418, 63A412
- Peso vacío: 6416 kg (14 140,9 lb)
- Peso máximo al despegue: 10 886 kg (23 992,7 lb)
- Planta motriz: 2× turbohélice AlliedSignal TPE331-14GR/HR.
  - Potencia: 1214 kW (1627 HP; 1650 CV) cada uno.
- Hélices: 1× cinco palas por motor.
- Diámetro de la hélice: 2.9

### Rendimiento
- Velocidad crucero (Vc): 463 km/h (288 MPH; 250 kt)
- Alcance: 1433 km (774 nmi; 890 mi)
- Techo de vuelo: 7925 m (26 001 ft)
- Régimen de ascenso: 11,2 m/s (2205 ft/min)
- Carga alar: 336 kg/m² (68,8 lb/ft²)
- Potencia/peso: 230 W/kg